# Eudendrium glomeratum
Espèce
Synonymes
- Eudendrium indopacificum Stechow, 1923[2]

Eudendrium glomeratum est une espèce marine de cnidaires, un hydrozoaire de la famille Eudendriidae.

## Systématique
L'espèce Eudendrium glomeratum a été décrite en 1951 par le biologiste marin Jacques Picard (1925-2015).

## Répartition
Cette espèce se rencontre notamment dans les océans Atlantique et Pacifique, ainsi que dans la mer Méditerranée. Elle vit à des profondeurs comprises entre 5 et 40 m. 

## Description
Les colonies formées par Eudendrium glomeratum mesurent jusqu'à 15 cm.

## Publication originale
- J. Picard, « Notes sur les hydraires littoraux de Banyuls-sur-Mer », Vie et Milieu, vol. 2,‎ 1951, p. 338-349 (ISSN 0240-8759 et 2402-6689, lire en ligne).